# 爆炸貓
爆炸貓由伊蘭·李、馬修·英曼及斯莫·沙恩共同構思，並於2015年初於Kickstarter獲多人支持。遊戲於波蘭製造並於2015年7月下旬推出發售。遊戲亦有在電話上推行。

## 遊戲簡介
爆炸貓遊戲發想人是伊蘭·李（前Xbox首席設計師），馬修·英曼（知名圖文插畫家），和斯莫·沙恩（Xbox美術設計師），他們讓爆炸貓於2015年初，在Kickstarter獲得219,382人的支持，創造空前絶後的紀錄。這是款高度策略，貓咪風格的「俄羅斯輪盤」類型遊戲。玩家需要不斷抽卡，抽出爆炸貓的人就會爆炸，然後死掉，然後從遊戲中淘汰，直到剩下最後一位玩家獲勝：如果玩家有雷射筆，揉貓肚子，或是貓薄荷三明治等拆除卡，就可以躲避爆炸。也有其他功能卡能移除，減輕傷害，或是避開爆炸貓。
遊戲供2-5人遊玩，並且於BGG上取得6.0分，難度為1.08/5，屬於派對家庭類桌遊。

## 獎項
台灣區贊助人數第一高以及集資金額第三高的紀錄

## 規則
玩家必須以各種手牌及方法避免抽到爆炸貓以免出局，堅持到最後的玩家獲勝。

## 遊戲基礎及擴充
爆炸貓系列一共有6款作品，它們分別是：

### 爆炸貓
於2015年初在Kickstarter獲得219,382人的支持並於2015年7月下旬推出發售。

### 黑洞貓
遊戲增加至6人遊玩，新增了羞恥頭罩、黑洞貓、反轉卡、釜底抽薪卡等多種卡牌及創新玩法，使有遊戲樂趣。

### 爆炸貓狂歡派對包
遊戲增加至10人遊玩。與基本版無異，只是配件增加至10人份。

### 羞羞猫
遊戲新增了超級跳過卡、改寫未來卡、交換卡、垃圾收集卡、核彈卡、指定卡及貓屁股詛咒卡。

### 汪汪貓
遊戲新增了貓電波能量塔、各出一菜卡、汪汪貓卡、人身攻擊卡、分享未來卡、我拿走啦卡及掩埋卡。

### 爆炸貓 18禁版
與基本版無異，只是插畫有改變。

## 外部連結
- （英文） 官方网站
- （英文） 爆炸貓的X（前Twitter）